# Пирвели-Свири
Пирвели-Свири (груз. პირველი სვირი) — село в Грузии, на территории Зестафонского муниципалитета края (мхаре) Имеретия.

## География
Село находится в западной части Грузии, на левом берегу реки Квирилы, на расстоянии приблизительно 2 километров (по прямой) к западу от города Зестафони, административного центра муниципалитета. Абсолютная высота — 228 метров над уровнем моря.

## Население
По результатам официальной переписи населения 2014 года, в Пирвели-Свири проживал 1981 человек (990 мужчин и 991 женщина). В национальной структуре населения грузины составляли 99,7 %, русские — 0,2 %, чуваши — 0,1 %.
| Год  | Население, человек |
| ---- | ------------------ |
| 2002 | 3068               |
| 2014 | ↘ 1981             |